# GJ 1252
GJ 1252とは、地球からぼうえんきょう座の方向に66.5光年 (20.4 pc) 離れた位置にある赤色矮星である。この恒星の質量は太陽の約38%、半径は太陽の約39%で、温度は約3,458 K (3,185 °C; 5,765 °F) である。GJ 1252の周囲には、1つの太陽系外惑星が周囲を公転していることが知られている。この惑星はTESSによる観測で発見されたため、TESS object of interestにおけるカタログ番号であるTOI-1078という名称も持っている。
| 太陽 | GJ 1252   |
| ---- | --------- |
| 太陽 | Exoplanet |

## 惑星系

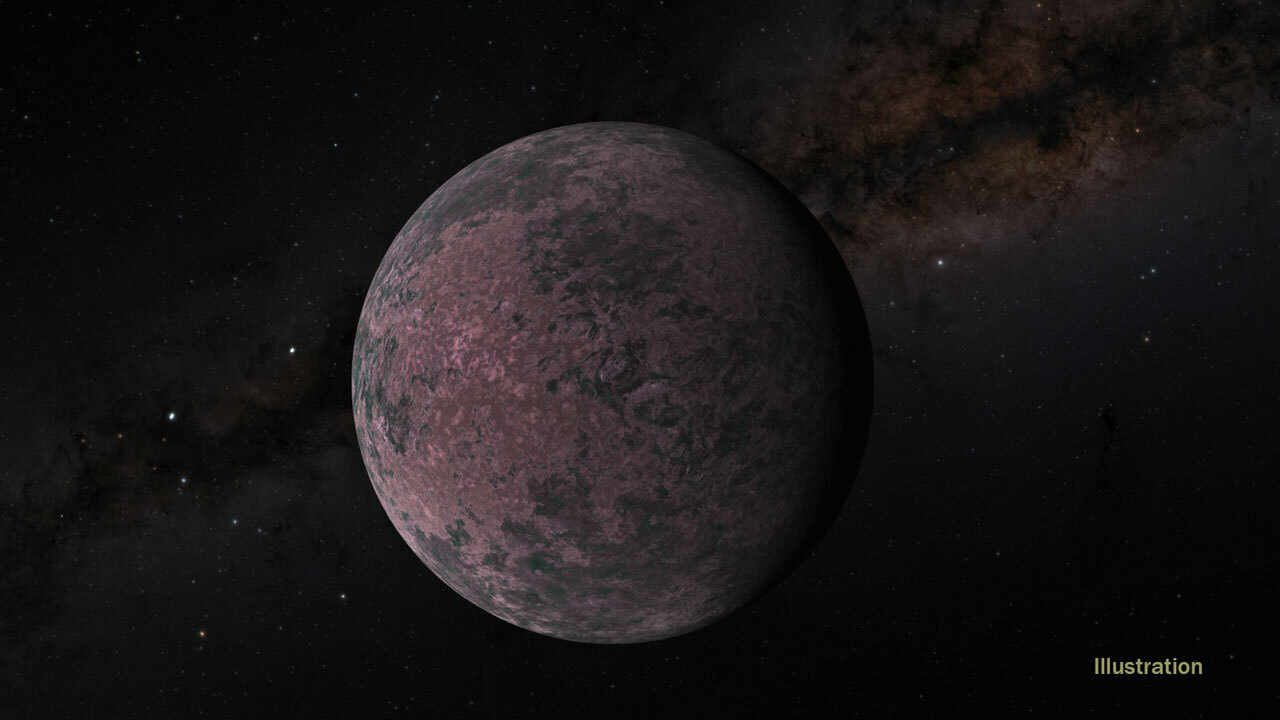
GJ 1252 bの想像図

GJ 1252には、2019年にTESSのトランジット法を用いた観測により、太陽系外惑星であるGJ 1252 b（TESS object of interestにおける名称はTOI-1078 b）が存在することが明らかになった。GJ 1252 bは地球よりも大きい地球型惑星で、質量は地球の約1.3倍、半径は地球の約1.18倍である。わずか12.4時間という非常に短い周期で主星の周囲を公転しており、自転と公転の同期が発生していると考えられている。二次食の観測により、GJ 1252 bはLHS 3844 bやTRAPPIST-1bと同様に大気がほとんどないことが示され、昼側の温度は約1,410 K (1,140 °C; 2,080 °F) と測定されている。
| 名称 （恒星に近い順） | 質量         | 軌道長半径 （天文単位） | 公転周期 (日) | 軌道離心率 | 軌道傾斜角 | 半径           |
| --------------------- | ------------ | ----------------------- | ------------- | ---------- | ---------- | -------------- |
| b                     | 1.32±0.28 M⊕ | 0.00915±0.00015         | 0.51824160    | —          | 84.8±3.2°  | 1.180±0.078 R⊕ |